# 突擊隊 (阿富汗國家軍隊)
突擊隊是阿富汗國民軍所屬的一個特別單位，成立於2007年，由原有的步兵單位所組成，以計劃為這些傳統單位提供特種訓練和現代化武器，並根據美國陸軍遊騎兵的標準重新編制。而每個營會被分配到阿富汗的七大兵團之一。
除了突擊隊以外，阿富汗國民軍還有更精銳和更專業的阿富汗國民軍特種部隊（ANA Special Forces），其隊員均從突擊隊中的精英挑選出來，並根據美國陸軍特種部隊的標準進行訓練。
2021年8月15日，塔利班攻佔喀布爾，突擊隊連同其他阿富汗國民軍軍事單位一同遭到解體。

## 訓練
該部隊的訓練是在位於阿富汗喀布爾南部六英里，曾經為塔利班訓練營的莫爾黑德突擊隊訓練中心進行，而該訓練中心是根據於2003年9月在伊拉克陣亡的美國陸軍第5特種部隊群的士兵，凱文·莫爾黑德的名字所命名。
突擊隊的培訓、後勤和行動都是由聯合安全過渡司令部-阿富汗、美國陸軍特種部隊、加拿大、法國和約旦的特種部隊、阿富汗國民軍的幹部以及軍事職業資源公司等部隊和機構所帶領。
其培訓課程為期12週，整個過程中有3個訓練的部分。該計劃的第一部分是專為步兵連而設，旨在專注於個人技術和小隊戰術。而為了支持後者的訓練，小隊將會接受各種專項訓練，如迫擊砲的使用，急救和通信技巧。第三部分則著重於營級指揮官，並灌輸他們在指揮和控制領域上的責任心。

## 圖片集

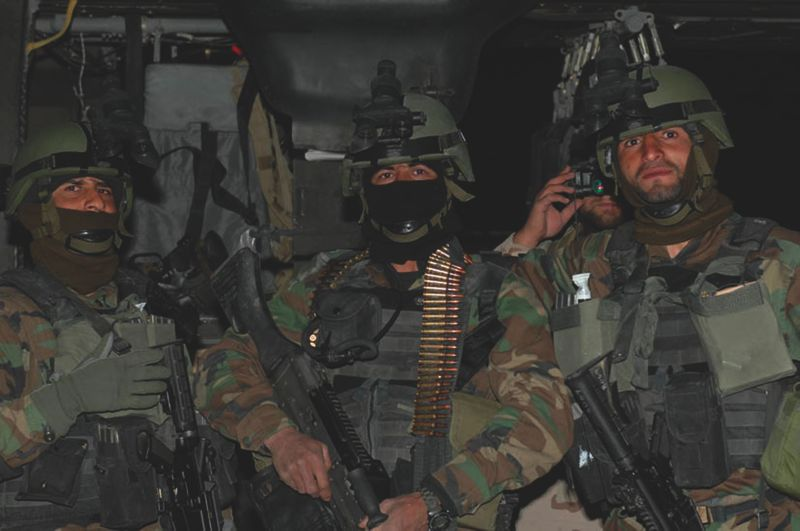
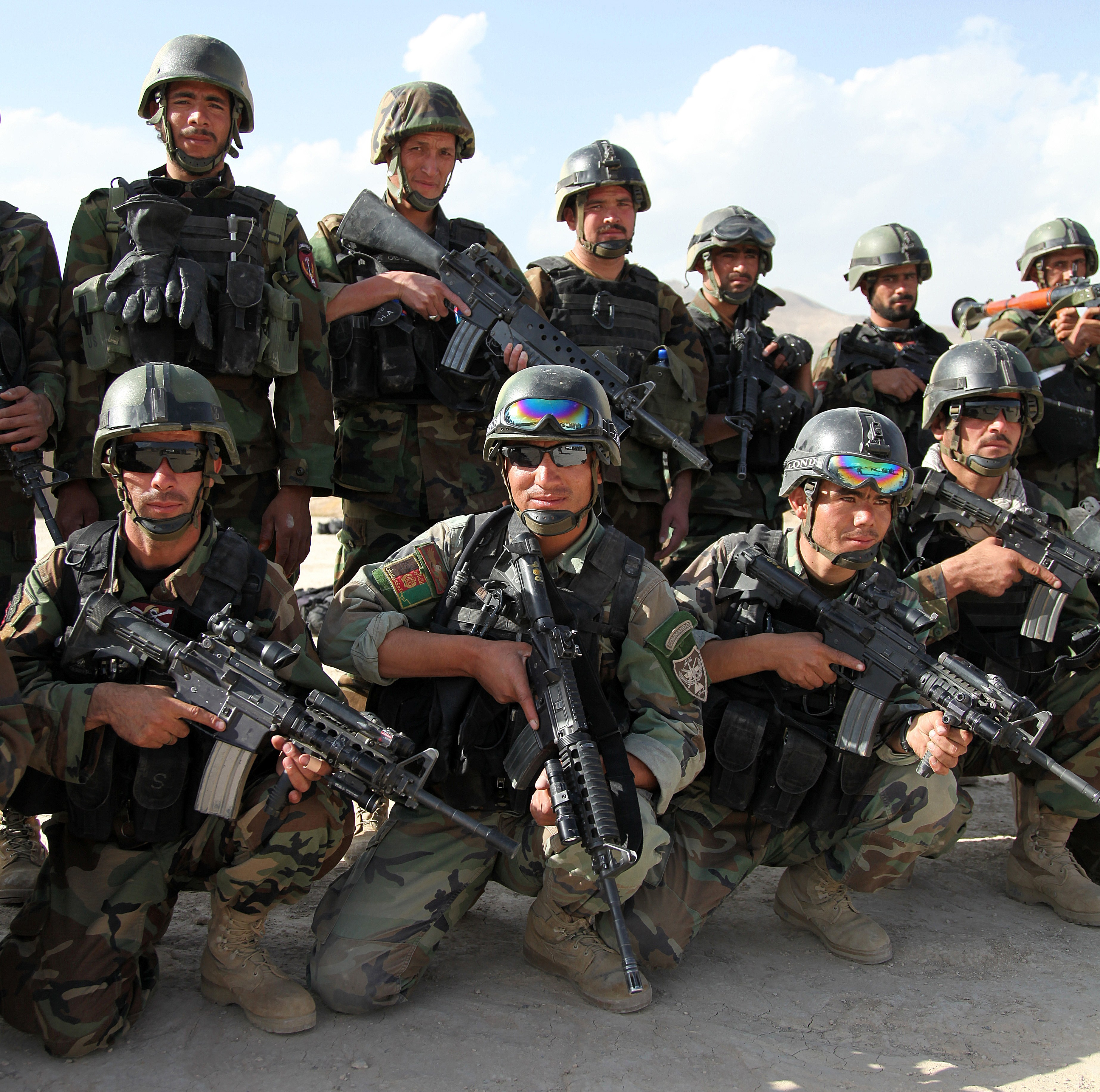
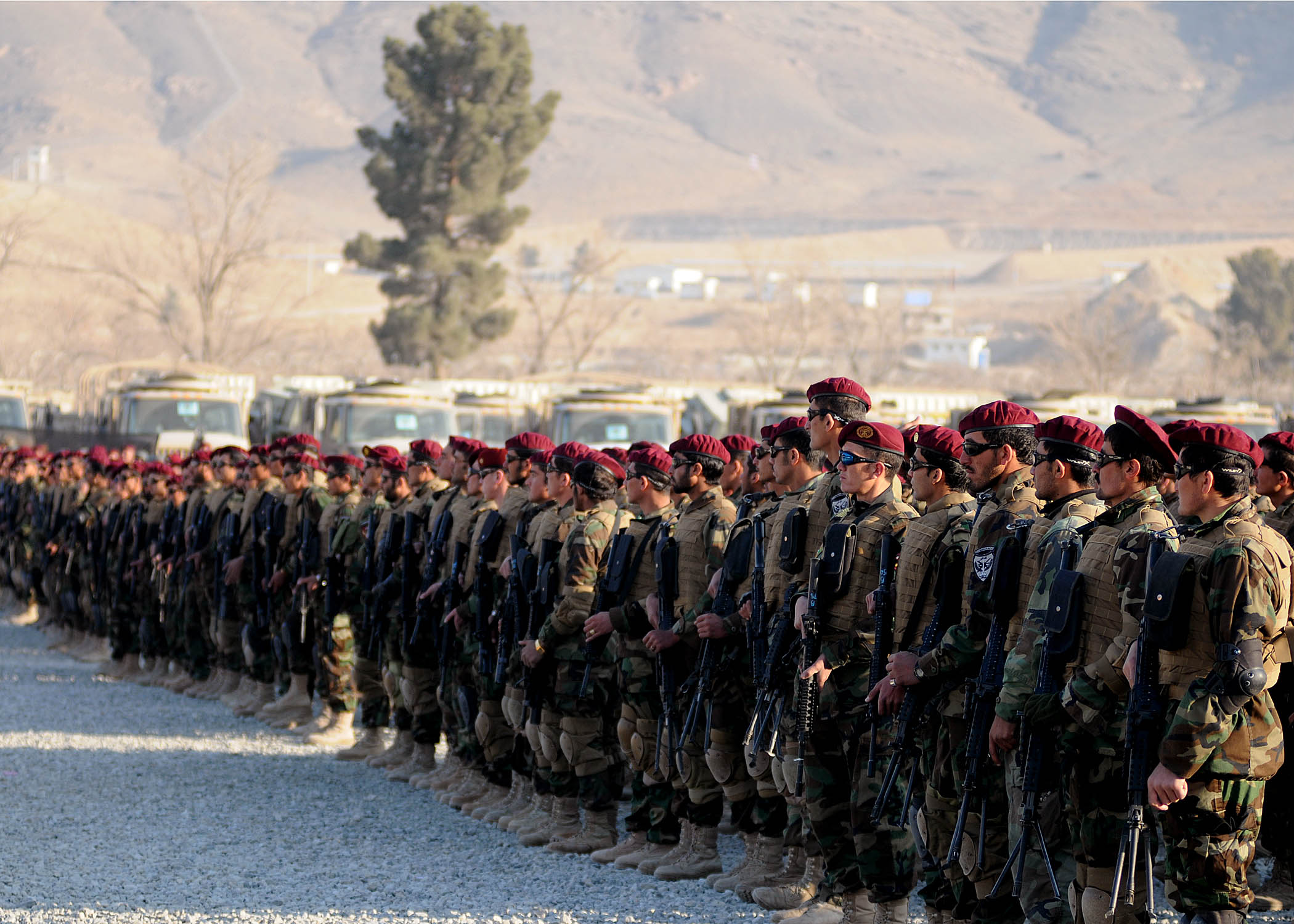
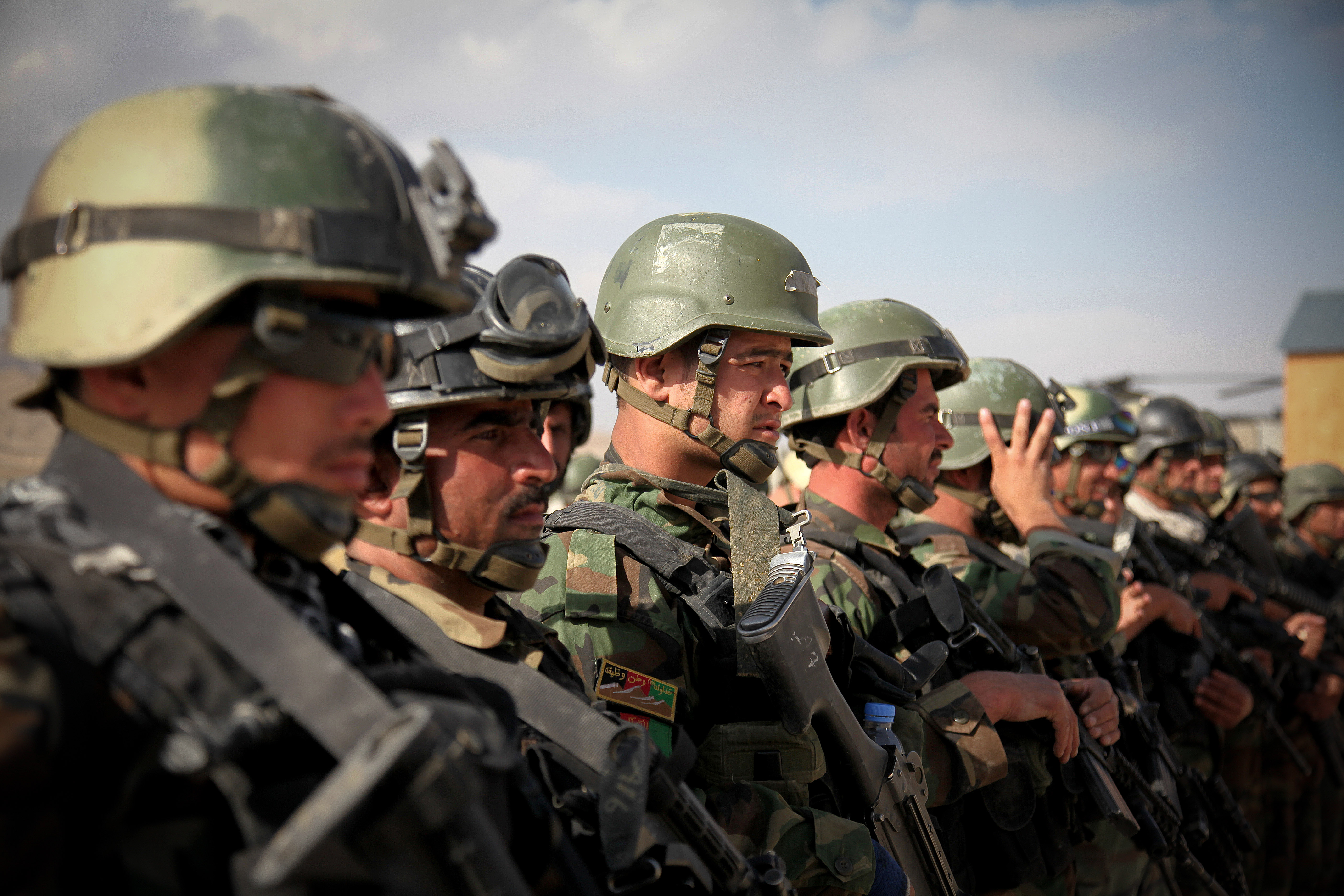
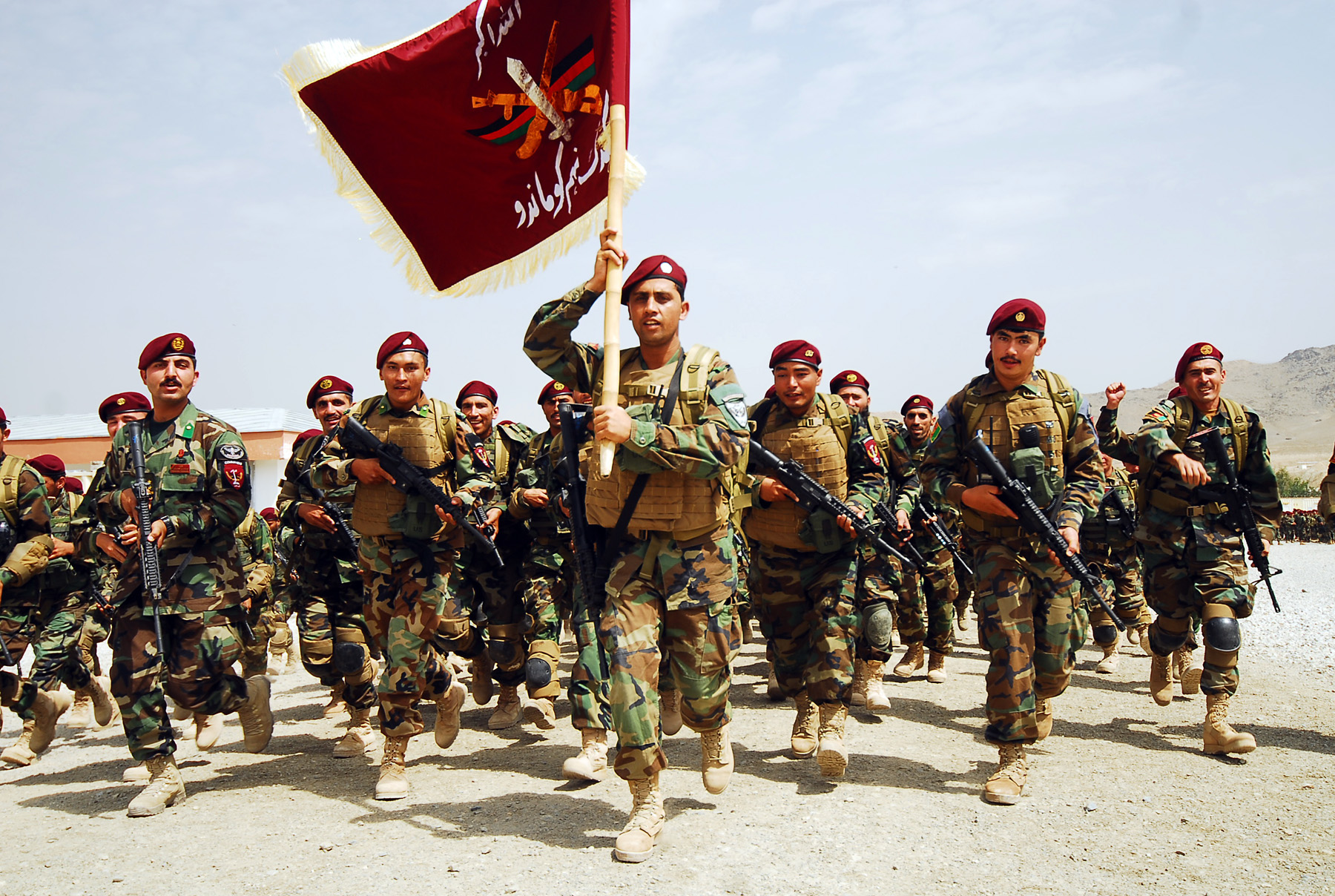
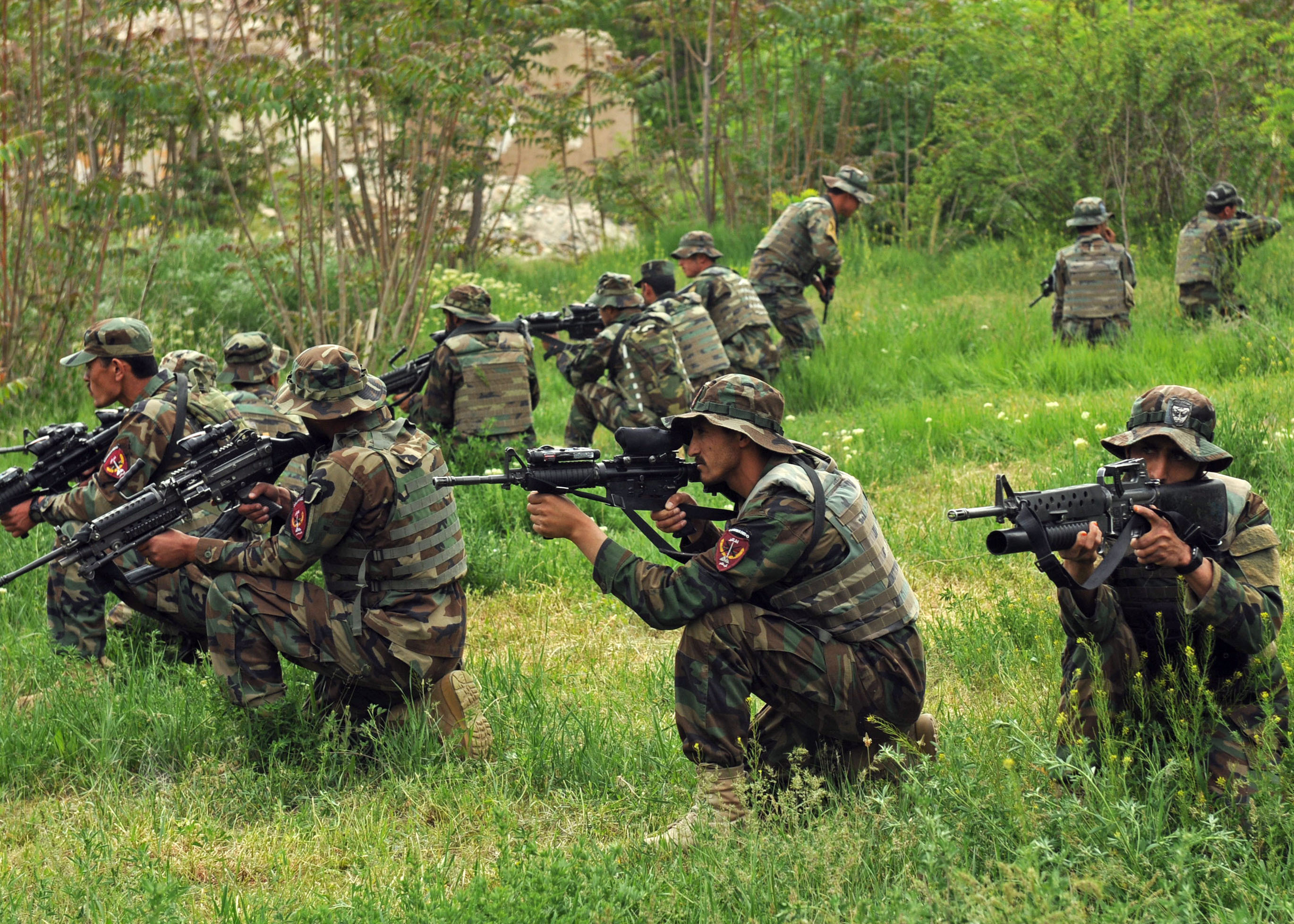

## 部隊組成
- 第1突擊營
- 第2突擊營
- 第3突擊營
- 第4突擊營

## 已知裝備
阿富汗突擊隊使用的裝備主要以美國陸軍為榜樣。

### 個人武器

#### 突擊步槍
| 武器名稱   | 原產地 | 備註                                   |
| ---------- | ------ | -------------------------------------- |
| AK及衍生型 | 苏联   | 部份經現代化改裝，配備皮卡汀尼導軌配件 |
| M4         | 美国   | -                                      |
| M4A1       | 美国   | -                                      |
| M16A2      | 美国   | -                                      |
| M16A4      | 美国   | -                                      |

#### 狙擊步槍
| 武器名稱 | 原產地 | 備註 |
| -------- | ------ | ---- |
| M24 SWS  | 美国   | -    |

#### 輕機槍／通用機槍
| 武器名稱 | 原產地 | 備註 |
| -------- | ------ | ---- |
| M249 SAW | 美国   | -    |
| M240B    | 美国   | -    |

#### 手槍
| 武器名稱 | 原產地 | 備註 |
| -------- | ------ | ---- |
| M9       | 義大利 | -    |

#### 榴彈發射器
| 武器名稱 | 原產地 | 備註                                 |
| -------- | ------ | ------------------------------------ |
| M203     | 美国   | 下掛於M16A2、M16A4、M4、M4A1的護木下 |

#### 反裝甲武器
| 武器名稱 | 原產地 | 備註 |
| -------- | ------ | ---- |
| RPG-7    | 苏联   | -    |

### 個人裝備
- 作戰服
  - 常見有M81林地迷彩（英语：U.S. Woodland）的戰鬥服（英语：Battle Dress Uniform）及其他舊式美軍迷彩服。
- 戰術頭盔
  -  M88 PASGT
  -  MICH-2000
- 抗噪耳機
- 戰術背心
- 攜板背心
- 夜視儀
  -  AN/PVS-7
- 各種手榴彈

## 另見
- 美國陸軍特種部隊
- 美國陸軍遊騎兵
- 美國陸軍第75遊騎兵團